# 家賃保証会社
家賃保証会社（やちんほしょうがいしゃ）とは、賃貸住宅の契約時や公営住宅の入居時に必要な賃借人の連帯保証人を代行する会社で、不動産賃借人との間で保証委託契約を締結する会社である。
賃借人・借主が家賃滞納などの家賃債務の債務不履行をした場合、賃借人に代わって家賃保証会社が家賃の代位弁済を賃貸人に行う。賃借人は家賃保証会社へ返済することになる。賃貸保証会社、家賃債務保証会社という呼称を用いることもある。

## 概要
連帯保証人に代わって賃借人が滞納した家賃の支払いを一時的に引き受け、連帯保証人と同様に家賃を立て替える会社である。家賃保証会社は賃貸物件の契約時に「連帯保証人」を用意できない借主のための保証制度として始まったものである。利用には審査があり、入居希望者の条件や各家賃保証会社の審査基準によって通りやすさは異なる。
2007年のリーマン・ショック以降に不況の影響で家賃滞納者が続出したことに端を発し、高齢化社会や人間関係の希薄化、晩婚化・非婚化による単身者世帯の増加、外国人労働者世帯の増加などに伴い、従来の日本的「家族・親族」を単位とした世帯構造が崩れ、個人連帯保証人が形骸化していった。そうした社会変化を背景に、賃貸住宅の貸主（大家）や不動産仲介業者の間で家賃保証会社が普及していった。さらには当初の家賃保証業務に加え、貸主および賃貸不動産管理業者の家賃回収業務のアウトソーシングにも業務を拡大するようになった。
また賃借人の側から見れば、身寄りのない者や賃貸住宅を借りにくい高齢者・障害者・外国人世帯などにとってはセーフティネットともなりうるサービスであり、親族や知人に連帯保証人を頼むことを敬遠する若年単身世帯にも利用が広がった。それとともに、自主管理している家主が家賃保証会社と直接契約できるケースも増えている。
しかし、家賃債務保証会社などによる「追い出し屋」行為が社会問題となるまでは監督官庁がなかったため、国土交通省が家賃保証会社の実態調査を開始し、2010年1月から6月に開かれた第174回通常国会で「賃借人の居住の安定を確保するための家賃債務保証業の業務の適正化及び家賃等の取立て行為の規制等に関する法律案」が成立した。
2016年時点で国土交通省が把握している家賃保証会社数は日本全国で147社、2015年度の契約件数は119万件、不動産賃貸契約の6割で利用されている。
2014年時点では、家賃保証会社に対する法規制はなく野放し状態となっていたが、2016年末に国土交通省は任意の登録制を導入すると発表し、登録会社には借主の帳簿の保存、不動産賃貸契約時の重要事項説明書などの書類交付の徹底のほか「借主からの相談窓口」の設置を求めることとした。
家賃保証会社が加盟する業界団体 「賃貸保証制度協議会」は、家賃債務保証業務の適正な実施について自主ルールを制定した。また業界団体はで独自に、金融機関が利用する信用情報機関のような賃貸保証データベース機関「LICC（リック）」を設立し、2010年2月より信用情報の登録確認を行っている。のちに日本信用情報機構が信用保証業者として家賃保証会社の加盟を認め、主に大手の保証会社が加盟している。
なお、2016時点で国土交通省で把握している家賃保証会社147社のうち、業界団体に加盟しているのは55社に留まっていた。
その後は2020年の民法改正もあり、不動産賃貸契約では個人連帯保証人から家賃保証会社の利用への移行が進み、家賃保証会社の利用を必須とする契約形態が増加している。将来的にも賃貸住宅業界では家賃保証会社の普及が進むと見込まれ、それと同時に業界の慣習や業態の変化が予想され、貸主と借主の双方にとってメリットのある健全な事業へ成長していくことが望まれる。

## メリットとデメリット
メリット
- 借主にとっては何らかの事情で連帯保証人が立てられない場合でも、家賃保証会社に手数料を支払うことで部屋を借りられるというメリットがある。また、貸主（大家）にとっては、借主の家賃不払いリスクを軽減できるメリットがある。
- 家賃保証会社の中には、何らかの事情で通常の生活を送ることが困難になった際の公的支援制度や給付金・融資制度などを案内する生活相談窓口を設けたり、NPO団体と連携してフードドライブなどを行う企業もある。[要出典]
- 一部の地方自治体では公営住宅への入居時に、家賃保証会社を利用可能な地域もある（なおURの公団住宅は全物件で連帯保証人が元々不要である[10]）。

デメリット
- 2008年には業界最大手で東証マザーズ上場企業だった大手家賃保証会社のリプラスが破産している[6][11]。家賃を保証するはずの家賃保証会社が経営破綻し、そのリスクを残された借主（入居者）と貸主（大家）が背負うことになる場合もある。
- 2016年の『日本経済新聞』の報道によれば、消費者庁には契約内容をめぐる相談や苦情が毎年600件以上寄せられ、滞納家賃の強引な取り立てなど悪質業者の存在も指摘されており、家賃保証会社の質の向上が求められている（具体例については後述）[7]。なお、国民生活センターが2012年に公表した事例によれば、家賃取り立てなど個々のトラブルについては貸金業法の規定を適用した判例がある[12]。

## トラブルの例
- 2008年には、一部の家賃保証会社が「追い出し屋」と呼ばれる違法な手段で、家賃滞納した借主に対して強引な追い出し行為をしていること、被害を受けた入居者らが損害賠償を求めて民事訴訟を提訴したことが報じられた（2008年11月『朝日新聞』の報道による）も指摘された[13][14]。
- 家賃を滞納した借主に対し、家賃保証会社が借主の外出中に無断でアパートに入って鍵を交換し、部屋にあった借主の私物や家財道具を勝手に処分して、借主を部屋から追い出したケースもあった。これについては家賃保証会社に対し損害賠償命令が出されている（2016年4月『日本経済新聞』の報道による）[15]。
- 借主がアパートの入居申し込み時に、最初は不動産仲介会社から「連帯保証人か家賃保証会社のどちらかが必要」と説明されていたのに、契約日になってから不動産仲介会社の担当者から「大家の意向」との理由で家賃保証会社と連帯保証人の両方の「ダブル保証」を求められたケースがあった（2021年2月『朝日新聞』の報道による）[16]。
- 家賃を2か月滞納した借主に対し、家賃保証会社の社員が「明け渡し訴訟になる」などと言って家賃をすぐに支払うよう、借主に電話やメールで繰り返し迫ったケースがあった。その電話はとても執拗で職場にまで電話され、1日5回も家賃の支払いを求められたケースもあった（2021年2月『朝日新聞』の報道による）[16]。
- 借主が連帯保証人がいるので家賃保証会社を利用する必要はないと言っても、不動産仲介会社が借主の意向を拒否して家賃保証会社との契約を強制し、そうしないとアパートを貸せないと言われたケースもあった（2021年1月、東京借地借家人組合連合会の機関紙より）[17]。
- 逆に、連帯保証人を立てることができない借主に対して、家賃保証会社が連帯保証人を立てるよう要求するケースもあった（2021年1月、東京借地借家人組合連合会の機関紙より）[17]。

## 2014年売上50億円以上の家賃保証会社

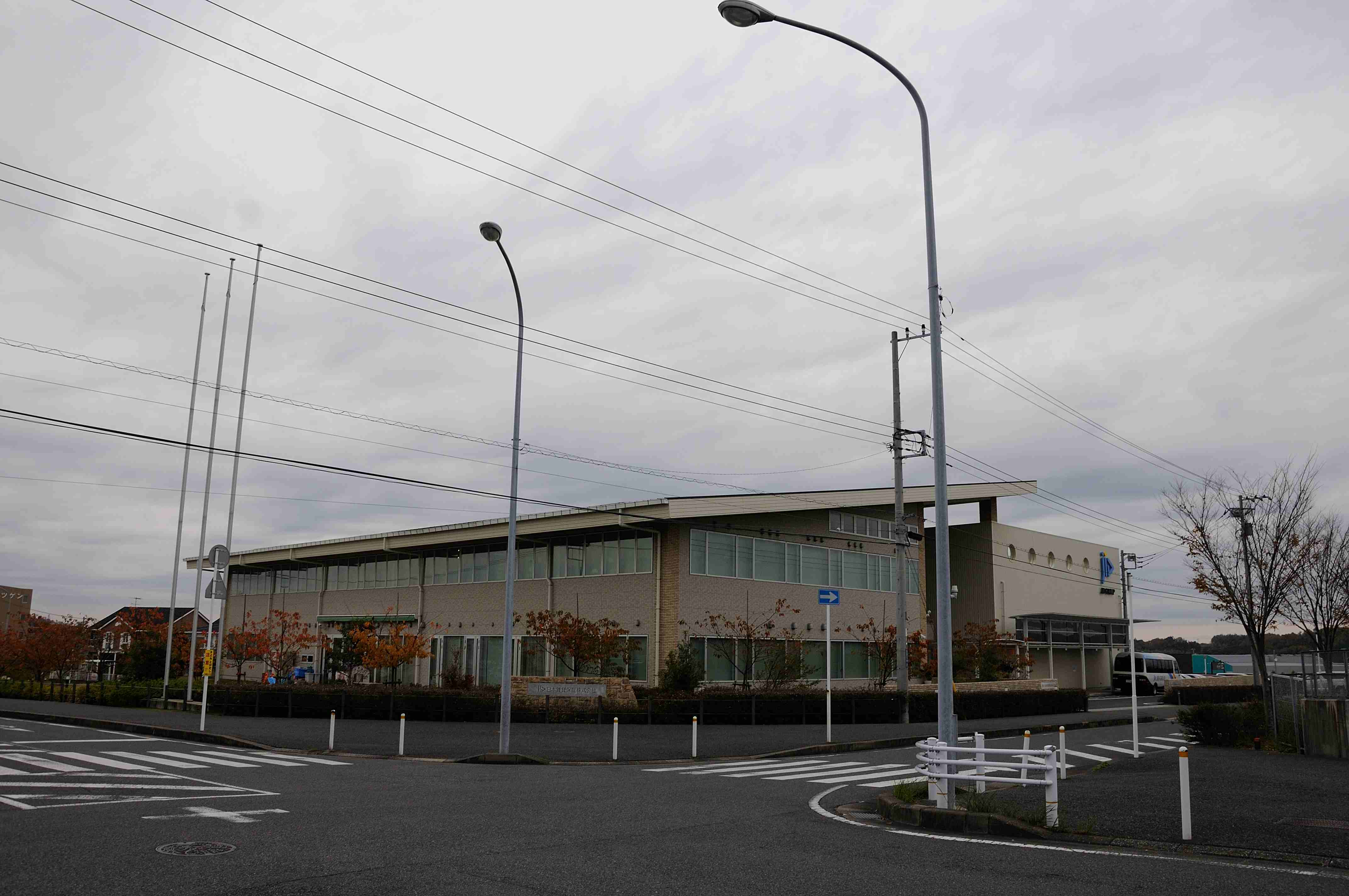
日本賃貸保証本社

- 全保連株式会社[18] - 2014年売上50億円以上[1]。本社：沖縄県那覇市。2001年11月16日設立。
- 日本賃貸保証株式会社[19]　- 2014年売上50億円以上[1]。本社：千葉県木更津市。1995年7月1日
- 株式会社Casa[20]　- 2014年売上50億円以上[1]。本社：東京都新宿区。2008年10月始業。2018年10月東証一部上場。

### 信販系で家賃保証事業を行なっている会社
- あんしん保証株式会社
- アーク株式会社
- アプラス
- イントラスト
- エポスカード
- エルズサポート
- オリエントコーポレーション（通称：オリコ）
- オリコフォレントインシュア
- Casa
- クレディセゾン
- ジェイリース
- ジャックス
- セディナ
- フォーシーズ (家賃保証会社)
- ライフ
- 日本セーフティー